# 贾大风
贾大风（1970年6月—），男，汉族，辽宁法库人，中华人民共和国政治人物，中国共产党党员，第十三届全国人民代表大会黑龙江地区代表。

## 生平
2018年2月24日，当选为第十三届全国人大代表。